# Amalia Ercoli-Finzi
Amalia Ercoli-Finzi, née le 20 avril 1937 à Gallarate est une ingénieure aérospatiale et universitaire italienne. Chercheuse principale responsable de l'instrument SD2 de la sonde spatiale Rosetta, conseillère scientifique auprès de la NASA, de l'ASI et de l'ASE, elle est l'une des personnalités internationales les plus expérimentées dans le domaine de l'ingénierie aérospatiale.
Elle est la première femme en Italie à recevoir un diplôme d'ingénieur en aéronautique, obtenu à l'École polytechnique de Milan, où elle enseigne ensuite la mécanique orbitale jusqu'à sa retraite.

## Biographie
Après le lycée scientifique de Busto Arsizio, bien que ses parents souhaitent qu'elle devienne professeure de mathématiques, elle choisit de s'inscrire à l'École polytechnique de Milan (une des cinq femmes sur 650 étudiants), car, explique-t-elle : « je suis un ingénieur-né ; enfant, je démontais et remontais les vélos sans difficulté ». Elle obtient une licence en aéronautique (1961), première femme en Italie.
Quelques semaines plus tôt, Youri Gagarine a effectué le premier vol humain dans l'espace (12 avril 1961) : l'ère spatiale a commencé et Ercoli-Finzi décide de passer de l'aéronautique à l'astronautique. Elle se spécialise en mécanique aérospatiale (elle deviendra plus tard directrice du département). Elle conçoit plusieurs instruments, réalise un théorème qui porte son nom et est lié au comportement des fluides non-newtoniens et démontre par des méthodes algébriques l'existence du monopole magnétique. Elle collabore avec l'Agence spatiale européenne dans la mission Giotto, puis participe à la mission Rosetta, lancée en 2004 et achevée douze ans plus tard.
Pour Rosetta, Amalia Ercoli-Finzi est la directrice du projet de conception et réalisation de la foreuse SD2 pour le prélèvement d'échantillons de la comète 67P/Tchourioumov-Guérassimenko.
Amalia Ercoli a ajouté Finzi à son nom de famille après son mariage avec Filiberto Finzi. Le couple a cinq enfants.

## Activités et recherche
C'est à l'École polytechnique de Milan qu'Ercoli-Finzi a fait toute sa carrière d'enseignante : professeur (dynamique des vols spatiaux et mécanique orbitale), puis directrice du département d'ingénierie aérospatiale. Depuis sa retraite, elle est professeur honoraire de cette institution. Elle a à son actif plus de 150 publications et publications scientifiques.
Ercoli-Finzi a participé, entre autres, aux projets suivants :
- Programme TSS (Tether Satellite System) de la NASA et l'ASI
- Programme SAX pour l'ASI (étude des rayons X en astronomie)
- Programme Colombus pour l'ASI
- Programme MiTex
- Programme Rosetta

Amalia Ercoli-Finzi est membre de nombreux conseils scientifiques de l'ASI, l'ASE (pour l'exploration de Mars et le projet Lunar Lander Project, conseillère de l'Association italienne d'aéronautique et d'astronautique. Elle a été présidente du comité de l'École polytechnique de Milan pour l'égalité des chances et de l'AIDIA, (Associazione Italiana Donne Ingegneri e Architetti, en français : Association italienne des femmes ingénieurs et architectes),.

## Promotion des femmes dans le domaine des sciences
Consciente des difficultés qu'elle a rencontrées dans sa carrière en tant que femme, Amalia Ercoli-Finzi encourage activement la participation des filles et des femmes dans les domaines techniques et scientifiques, en participant à des conférences sur le sujet.  Souvent interviewée dans les années 2010, elle souligne le poids des stéréotypes et propose des solutions. Pour Ercoli-Finzi, les femmes n'ont pas à se cantonner dans le rôle d'anges protecteurs du foyer.

## Récompenses et distinctions
- Médaille d'or de l'Association italienne d'aéronautique et d'astronautique
- 2012 : Prix Leonardo pour l'ensemble de la carrière, UGIS (Union des journalistes scientifique italiens)
- 2012 : Medaille Frank J. Malina Astronautics Medal, ASI (Agence spatiale italienne)
- 2017 : Premio Porto Venere Donna
- 2019 : Grand officier de l'Ordre du Mérite de la République italienne[10].

En 2018, un astéroïde, (24890) Amaliafinzi, est nommé en son honneur.
Le roman La signora delle comete de Tommaso Tirelli s'inspire en partie de sa participation au programme Rosetta. Depuis sa publication (2018), Ercoli-Finzi est souvent désignée par cette appellation.